# Варнавиты
Варнави́ты  или Барнабиты (лат. Congregatio Clericorum regularium S. Pauli, B, CRSP — Регулярные клирики св. Павла) — монашеский орден Римско-католической церкви, основанный в 1530 году в Милане. Официально орден был утверждён папой римским Климентом VII в 1533 году.
Генеральная резиденция настоятеля находится в Риме.

## Цели и структура ордена
Первоначально главной задачей ордена варнавиты считали духовное обновления общества и проповедь Евангелия.
С XVII века занимаются образованием детей и юношества, поддерживают приюты для сирот. Начиная с XVIII века ведут миссионерскую работу в Европе и Азии.
В 2018 году в ордене состояли 324 монаха, из них 282 священника. Ордену принадлежат 69 обителей в Италии, других европейских странах, а также в США, Бразилии, Аргентине и др.
С 24 июля 2012 года главой (генералом) ордена является бразильский священник Франсишку Чагаш Сантуш да Сильва (порт. Francisco Chagas Santos da Silva).
Три варнавита причислены к лику святых: св. Антоний Мария Дзаккария, св. Александр Саули и св. Франциск Бьянки.
Орден также насчитывает несколько кардиналов. Первым был Джакомо Антонио Мориджиа, создавший в 1699 году коллегию кардиналов.

## История
Название ордена происходит от названия первой обители — храма св. Варнавы в Милане.
В 1530 году священник Антонио Мария Дзаккария основал в Милане три религиозных ордена: для мужчин (Регулярные клирики святого Павла, более известные как Варнавиты), для женщин (Ангельские сёстры св. Павла) и для женатых мирян.